# Darwinia chapmaniana
Darwinia chapmaniana är en myrtenväxtart som beskrevs av Gregory John Keighery. Darwinia chapmaniana ingår i släktet Darwinia och familjen myrtenväxter.
Artens utbredningsområde är Western Australia. Inga underarter finns listade i Catalogue of Life.